# Anzeiger des Westens

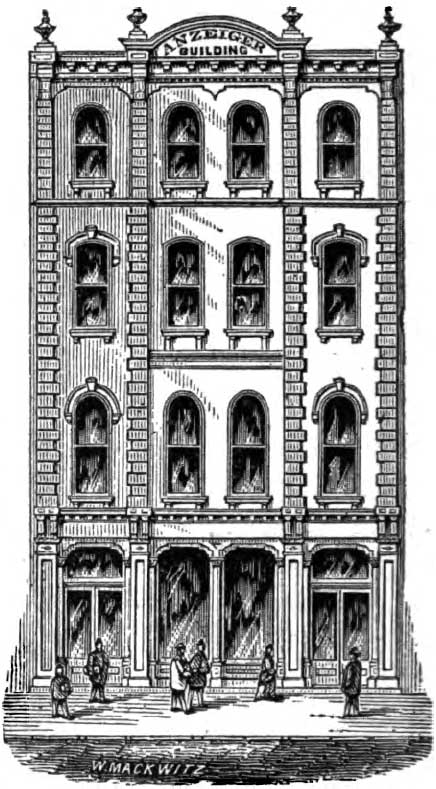
Gebäude der Zeitung

Der Anzeiger des Westens war die erste deutschsprachige Zeitung in der US-amerikanischen Stadt St. Louis (Missouri). Neben der Westlichen Post und der Illinois Staats-Zeitung war der Anzeiger des Westens die größte deutschsprachige Zeitung im amerikanischen Mittleren Westen im 19. und frühen 20. Jahrhundert. In den 1840er Jahren hatte die Zeitung die höchste Auflage aller in Missouri erscheinenden Zeitungen und Zeitschriften (unabhängig von der Sprache).

## Geschichte
Der Anzeiger wurde von Heinrich Bimpage und B.T.O. Festen im Juni 1835 gegründet. Zuerst erschien die Zeitung wöchentlich und entwickelte sich schnell zu einer führenden deutschamerikanischen Publikation im Mittleren Westen. Im Jahre 1836 wurde William Weber, ein aufgrund seiner republikanischen Sympathien aus Deutschland geflohener Student, Herausgeber des Anzeigers.
Zum 1. Juni 1898 wurden der Anzeiger des Westens und die Westliche Post im Zeitungsverlag German-American Press Association zusammengefasst. Unter dessen Regie erschien der Anzeiger bis 1912.